# Куликов Роман Олексійович
Роман Олексійович Куликов (рос. Роман Алексеевич Куликов; нар. 10 травня 1995, Омськ, Росія) — російський та чеський футболіст, захисник.

## Життєпис
Народився 10 травня 1995 року в місті Омськ. У три роки переїхав із батьками до Чехії.
Під час навчання у школі його та ще кількох хлопців запросив до футбольної школи один із тренерів команди. Звідти він перейшов у «Славію», а трохи згодом — у «Дуклу».
9 вересня 2015 року за порадою батька перейшов до фейкової «Євпаторії» з чемпіонату окупованого Криму. Зіграв у вище вказаному турнірі 8 матчів, у 7 з яких — вийшов у стартовому складі.
З 1 січня 2016 став гравцем латвійського «Даугавпілса». Дебютував за нову команду у чемпіонаті Латвії 13 березня 2016 року у поєдинку з МЕТТА/Латвійського університету.
Влітку 2016 року підписав контракт із омським «Іртишем», проте відіграв лише один матч за фарм-клуб в аматорському чемпіонаті.

## Сім'я
Батько, Олексій Куликов, займався лижними перегонами та працював тренером у біатлоні. Матчі — медичний працівник.